# Hrușka, Rozdilna
Hrușka (în ucraineană Грушка) este un sat în comuna Velîka Mîhailivka din raionul Rozdilna, regiunea Odesa, Ucraina.

## Demografie
Componența lingvistică a localității Hrușka
     Ucraineană (40%)
     Rusă (33,33%)
     Română (26,67%)
Conform recensământului din 2001, nu exista o limbă vorbită de majoritatea populației, aceasta fiind compusă din vorbitori de ucraineană (40%), rusă (33,33%) și română (26,67%).